# Алькаудете-де-ла-Хара
Алькаудете-де-ла-Хара (ісп. Alcaudete de la Jara) — муніципалітет в Іспанії, у складі автономної спільноти Кастилія-Ла-Манча, у провінції Толедо. Населення — 2092 особи (2010).
Муніципалітет розташований на відстані близько 120 км на південний захід від Мадрида, 75 км на захід від Толедо.

## Демографія
Динаміка населення (INE ):

## Галерея зображень

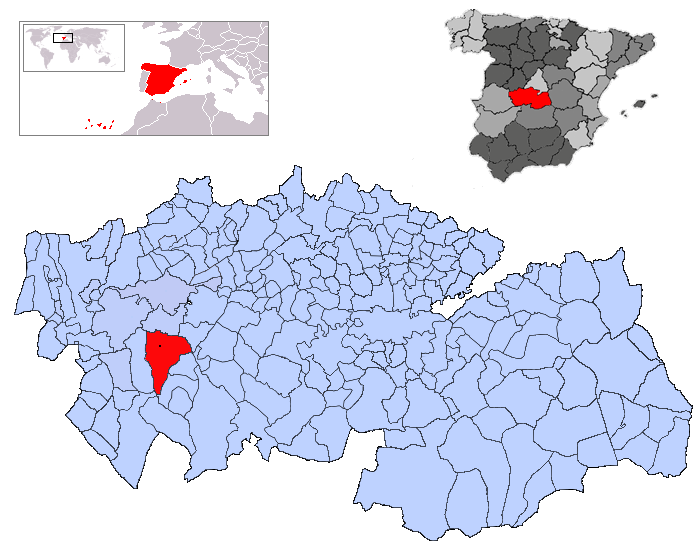
Розташування муніципалітету у провінції Толедо